# Diapetimorpha rufigaster
Diapetimorpha rufigaster là một loài tò vò trong họ Ichneumonidae.